# Second Hand Love
Second Hand Love is een Amerikaanse dramafilm uit 1923 onder regie van William A. Wellman.

## Verhaal
De duvelstoejager Andy Hanks redt Angela Trent van haar echtgenoot, een dranksmokkelaar die haar mishandelt. Vervolgens haalt hij haar ook nog eens uit de nesten, wanneer ze wordt lastiggevallen door een ongewenste vrijer.

## Rolverdeling
| Acteur          | Personage           |
| --------------- | ------------------- |
| Buck Jones      | Andy Hanks          |
| Ruth Dwyer      | Angela Trent        |
| Charles Coleman | Dugg                |
| Harvey Clark    | Scratch             |
| Frank Weed      | Seth Poggins        |
| James Quinn     | Partner van Dugg    |
| Gus Leonard     | Politiefunctionaris |